# Cœur guerrier
Cœur guerrier (Corazón guerrero) est une telenovela mexicaine produite par Televisa et diffusée entre le 28 mars 2022 et le 9 septembre 2022 sur Las Estrellas,.
C'est une adaptation de la telenovela argentine Valientes.
En France d'outre-mer, elle est diffusée entre le 22 mai 2024 et le 20 novembre 2024 sur le réseau La 1ère.

## Synopsis
Enfant, Lisardo Sánchez (Gonzalo García Vivanco) a vu son père mourir et n’a pas pu empêcher ses frères plus jeunes d’être cruellement arrachés de ses mains. Maintenant, il revient prêt à se venger de l'homme responsable de leur malheur, Augusto Ruiz Montalvo (Diego Olivera). Sous le nom de Jesús Sánchez Corso, il rassemble ses frères et devant la tombe de son père, jurent vengeance en faisant payer cet homme misérable de la même manière en détruisant ce qui compte le plus pour lui : ses filles.

## Distribution
- Alejandra Espinoza : Mariluz Ruíz-Montalvo García
- Gonzalo García Vivanco : Jesús Sánchez Corso
- Altaír Jarabo : Carlota Ruiz-Montalvo Peñalver
- Oka Giner : Doménica Ruiz-Montalvo Peñalver
- Christian de la Campa : Samuel Sánchez Corso
- Rodrigo Guirao : Don Damián Sánchez Corso
- Diego Olivera : Don Augusto Ruíz-Montalvo
- Sabine Moussier : Dona Victoriana Peñalver de Ruiz-Montalvo
- René Casados : Don Heriberto Villalba
- Joshua Gutiérrez : Federico Duarte Ruiz-Montalvo
- Manuel Ojeda : Don Abel Montero
- Aleida Núñez : Selena Recuero
- Ana Martín : Dona Conchita García
- Natalia Esperón : Guadalupe García
- Karena Flores : Emma Ruiz-Montalvo Peñalver
- Sian Chiong : Adrián Corso
- Gabriela Spanic : Dona Elisa Corso vda. de Sánchez
- Eduardo Yáñez : Don Octavio Sánchez
- Pablo Valentín : Don Valero Villar
- Rafael del Villar : Gabino Beltrán
- Yekaterina Kiev : Micaela
- Sergio Acosta : Bautista
- Luis Lauro : Iker
- Emilio Galván : Saúl
- Cristian Gamero : Isaías Cabrera
- Pamela Cervantes : Fabiola
- Patricia Maqueo : Belén
- Patricio de Rodas : Rodrigo
- Raúl Ortero : Sergio
- Samantha Vázquez : Lola
- Diego Aranciviá : Gustavo
- Fernanda Rivas : Renata
- Michelle Polanco : Laura

## Production

### Développement
La télénovela a été annoncée le 31 octobre 2021, lors de la présentation de la programmation pour 2022.
Le 25 novembre 2021, le retour du producteur Salvador Mejía Alejandre à TelevisaUnivision a été annoncé , en plus du fait qu'il dirigera le feuilleton. La production de la télénovela a commencé le tournage le 17 janvier 2022 dans un lieu de Xochimilco au Mexique avec Jorge Robles et Edgar Ramírez chargé de la mise en scène, Vivian Sánchez Ross, Adrián Frutos Maza et Esteban de Llaca sont responsables de la direction des caméras et de la photographie.
La production a envisagée 120 épisodes.

### Distribution des rôles
Le 25 novembre 2021, les prénoms des principaux acteurs ont été confirmés parmi lesquels : Alejandra Espinoza, Rodrigo Guirao Díaz, Christian de la Campa, Gonzalo García Vivanco, Sabine Moussier, Ana Martín et Diego Olivera.
Le 9 décembre 2021, Gabriela Spanic a été confirmée comme un autre membre de la distribution.
Le 7 janvier 2022, Eduardo Yáñez a été confirmé avec une participation spéciale.
Le 8 janvier 2022, Natalia Esperón a confirmé sa participation après avoir été absente de la télévision pendant 10 ans.

## Diffusion
- Las Estrellas (2022)
- Univision (2022)
- La 1ère (2024)

## Autres versions
- Valientes (Canal 13, 2009-2010)